# Didone abbandonata

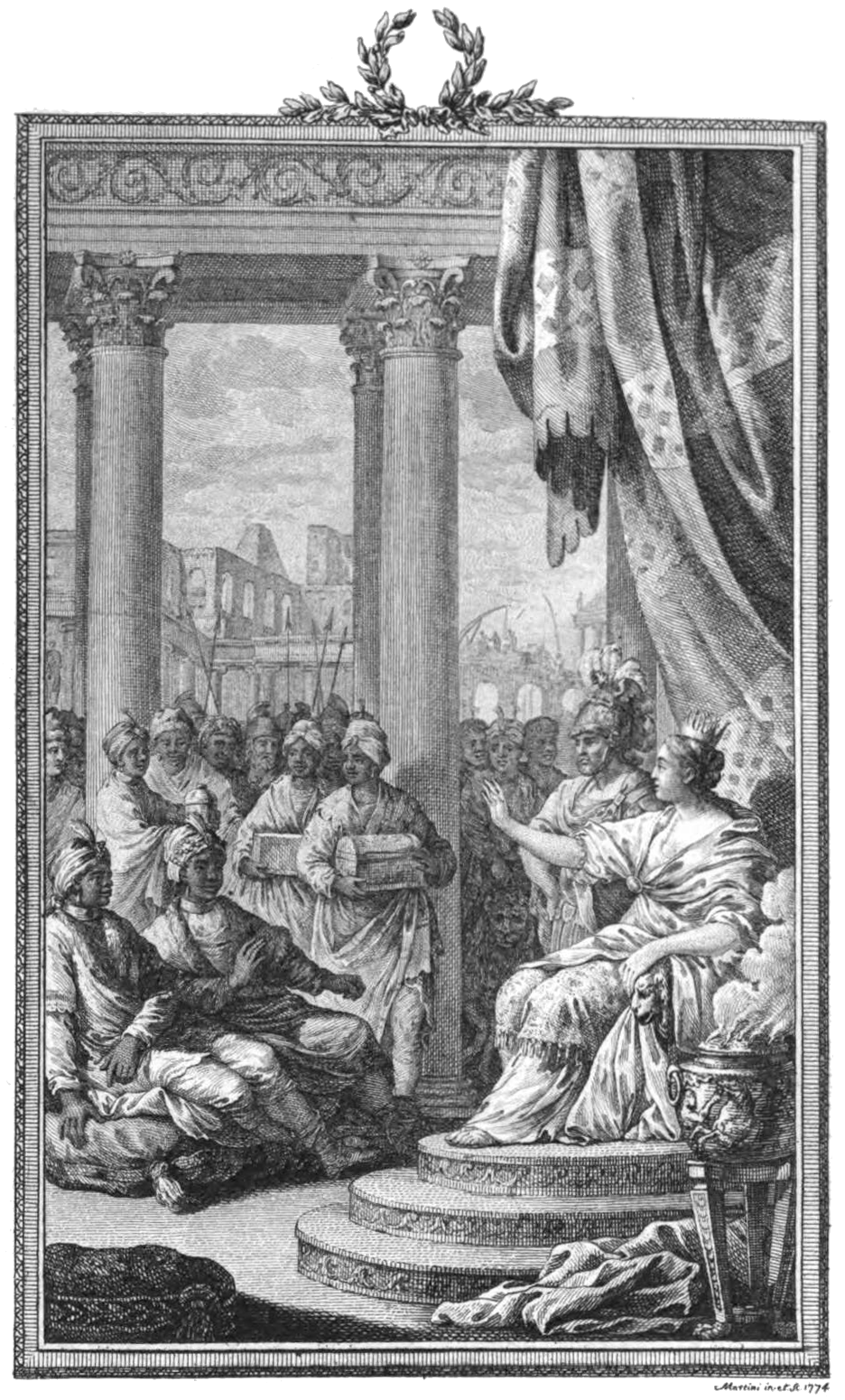
Acte I, scène 5

Didone abbandonata (Didon abandonnée en français) est un livret en 3 actes de Métastase. 
Premier livret original de l'auteur, Didone abbandonata fut écrit en 1724 pour le compositeur Domenico Sarro. Durant le siècle qui suivit, il fut utilisé par plus de 50 compositeurs parmi lesquels Nicola Porpora (1725), Leonardo Vinci (1726), Baldassare Galuppi (1740), Johann Adolph Hasse (1742), Niccolò Jommelli (1747), Vincenzo Legrenzio Ciampi (1754,) Tommaso Traetta (1757), Giuseppe Sarti (1762), Niccolò Piccinni (1770), Saverio Mercadante (1823).
L'histoire de Didon, reine de Carthage, et de son amour malheureux pour le héros troyen Énée est rapportée par Virgile dans l'Énéide, un des chefs-d'œuvre de la littérature latine ; le thème avait été aussi traité, de façon beaucoup plus concise, par l'anglais Nahum Tate dans l'opéra Dido and Æneas mis en musique en 1689 par Henry Purcell. 

## Rôles
| Didone (Didon), reine de Carthage, amoureuse de           |
| Enea (Énée)                                               |
| Iarba, roi des Maures, qui apparait en tant qu'« Arbace » |
| Selene, sœur de Didon secrètement amoureuse d'Énée        |
| Araspe, confident de Iarba et amoureux de Selene          |
| Osmida, confident de Didon                                |

## Argument
L'action se déroule à Carthage. Dans la ville, qui est encore en construction, la reine Didon a aidé Énée et son équipage après qu'ils ont fait naufrage ; Didon et Énée sont saisis d'un amour fou l'un pour l'autre.

## Acte I
Énée dévoile à Séléné et à Osmida la promesse, qu'il a faite à son père mourant, de restaurer Troie ailleurs. Bien qu'il aime profondément Didon, il éprouve le devoir de partir en direction de l'Italie.
Didon remarque son trouble sans en deviner la raison. Osmida, mentant, prétend que le futur fondateur de Rome est jaloux de l'arrivée de l'émissaire du roi des Maures Jarba. Celui-ci arrive à Carthage accompagné du fidèle Araspe avec une suite solennelle de tigres et de lions. Il obtient une audience avec la reine, avec laquelle il prétend être Arbace, un messager du roi ; il propose alors la main du souverain à Didon, mais celle-ci refuse, prétextant qu'elle aime Énée et qu'elle veut l'épouser.
Jarba accepte alors l'aide du traître Osmida, qui lui promet le trône de Carthage s'il obtient Didon en mariage. Le roi ordonne à Araspe de tuer Énée par ruse, mais Araspe oppose un refus clair.
Rencontrant Énée, Jarba tente de le trucider avec son épée, mais il en est empêché par Araspe. Didon survient, et Jarba révèle sa véritable identité. Quand Didon et Énée restent seuls, ce dernier révèle la vraie raison de son conflit intérieur, suscitant une réaction furieuse de la reine.

## Mises en musique
Ci-dessous une liste non limitative des très nombreux compositeurs qui ont travaillé sur le livret de Métastase.
- Domenico Sarro (Naples, 1724)
- Domenico Scarlatti (Rome, 1724)
- Tomaso Albinoni (Venise, 1724)
- Leonardo Vinci (Rome, 1726)
- Geminiano Giacomelli (Milan, 1728)
- Gaetano Maria Schiassi (Bologne, 1735)
- Georg Friedrich Händel (Londres, 1736)
- Giuseppe Ferdinando Brivio (Milan, 1739)
- Giovanni Battista Lampugnani (Padoue, 1739)
- Andrea Bernasconi (Milan, 1739, Munich, 1756)
- Egidio Duni (Milan, 1739)
- Rinaldo di Capua (Lisbonne, 1741)
- Nicola Porpora (1741)
- Baldassarre Galuppi (Modène, 1741)
- Johann Adolf Hasse (Dresde, 1742)
- Antonio Caputi (1745)
- Niccolò Jommelli (Rome, 1747)
- Paolo Scalabrini (Dresde, 1747)
- Ferdinando Bertoni (Venise, 1748)
- Domingo Miguel Bernabé Terradellas (Turin, 1750)
- Gennaro Manna (Venise, 1751)
- Ignazio Fiorillo (Brunswick, 1751)
- Davide Perez (Gênes, 1751)
- Antonio Mazzoni (Bologne, 1752)
- Giuseppe Bonno (Vienne, 1752)
- Giuseppe Scolari (Barcelone, 1752)
- Vincenzo Legrenzio Ciampi (Londres, 1754)
- Giovanni Andrea Fioroni (Milan, 1755)
- Pietro Chiarini (Crémone, 1756)
- Tommaso Traetta (Venise, 1757)
- Francesco Araia (Saint Pétersbourg, 1758)
- Antonio Ferradini (Lucques, 1760)
- Giuseppe Sarti (Copenhague, 1762)
- Johann Gottfried Schwanberger (Brunswick, 1765)
- Francesco Zanetti (Livourne, 1766)
- Gianfranco De Maio (Naples, 1769)
- Antonio Sacchini (Florence, 1769)
- Ignazio Coloniat (Milan, 1769)
- Niccolò Piccinni (Rome, 1770)
- Giacomo Insanguine (Naples, 1770)
- Michele Mortellari (Naples, 1771)
- Giuseppe Colla (Turin, 1773)
- Domenico Mombelli (Crescentino, 1775)
- Pasquale Anfossi (Venise, 1775)
- Joseph Schuster (Naples, 1776, avec un texte remanié en 1779 à Venise)
- Bernardo Ottani (Forlì, 1780)
- Francesco Piticchio (Palerme, 1780)
- Alessio Prati (Munich, 1783)
- Gaetano Andreozzi (Saint Pétersbourg, 1784)
- Giuseppe Antonio Capuzzi (1786)
- Pietro Alessandro Guglielmi (Florence, 1786)
- Giuseppe Gazzaniga (Venise, 1787)
- Luigi Cherubini (Brescia, 1787)
- Vincenzo Federici (it) (Palerme, 1794)
- Giovanni Paisiello (Naples, 1794)
- Leopold Kozeluch (Vienne, 1795)
- Settimio Marino (Naples, 1799)
- Valentino Fioravanti (Rome, 1810)
- Ferdinando Paër (Paris, 1811)
- Bernard Klein (Cologne, 1823)
- Saverio Mercadante (Turin, 1823, texte remanié)